# Kiền tím
Kiền tím (danh pháp khoa học: Campestigma purpurea) là một loài thực vật có hoa trong họ La bố ma. Loài này được Julien Noël Costantin mô tả khoa học đầu tiên năm 1912 dựa trên mô tả trước đó của Jean Baptiste Louis Pierre.

## Đặc điểm
Cây leo, có mủ trắng. Lá hình trứng rộng, gốc hình tim, đỉnh có mũi nhọn; phiến 6-13,3 x 4-9,5 cm; cuống lá 4,5-12 cm. Cụm hoa xim, mảnh, ở nách lá, dạng tán, gồm 5-7 hoa, dài đến 6 cm; cuống cụm hoa rất mảnh, nhẵn, dài 2 cm; nụ hình trứng. Hoa cao 6-7 mm, màu tím. Đài hoa có thùy hình trứng, dài 2 mm, tròn, có lông ở mép; có 5 tuyến ở gốc. Tràng hoa hình bánh xe; ống 4-7 mm; thùy lớn, thuôn, tròn hay tù ở đỉnh. Tràng phụ kép. Hạt phấn tạo thành khối phấn và có sáp bao ngoài vách khối phấn; cơ quan truyền phấn mang 2 khối phấn hướng lên. Quả gồm 2 đại, mỗi đại, cỡ 20-25 cm x 6-8 mm, nhẵn, có khía. Hạt có lông mào dài 3 cm.

## Phân bố
Tại Việt Nam phát hiện tại Bà Rịa-Vũng Tàu (núi Đinh) và An Giang (Châu Đốc). Sinh sống ven rừng và ven đường đi. Cũng ghi nhận có tại Lào.